# Wormaldia media
Wormaldia media là một loài Trichoptera hóa thạch trong họ Philopotamidae.